# Grand Prix de l'Inserm
Le Grand Prix de l'Inserm est une distinction scientifique française décernée depuis 2000. Le prix décerné par l'Inserm rend hommage à un acteur de la recherche scientifique française dont les travaux ont permis des progrès remarquables dans la connaissance de la physiologie humaine, en thérapeutique, et plus largement, dans le domaine de la santé.
Comme la médaille d'or du CNRS, il est l'une des plus hautes distinctions scientifiques françaises.

## Lauréats
- 2024 : Stéphanie Debette
- 2023 : Nadine Cerf-Bensussan
- 2022 : Olivier Delattre
- 2021 : Marion Leboyer
- 2020 : Dominique Costagliola
- 2019 : Éric Gilson
- 2018 : Alain Tedgui
- 2017 : Edith Heard
- 2016 : Jean-Laurent Casanova
- 2015 : Pier-Vincenzo Piazza
- 2014 : Anne Dejean-Assémat
- 2013 : Stanislas Dehaene
- 2012 : Philippe Sansonetti
- 2011 : Alain Prochiantz
- 2010 : Didier Raoult
- 2009 : Yehezkel Ben-Ari
- 2008 : Alain Fischer
- 2007 : Christine Petit
- 2006 : Pierre Corvol
- 2005 : Bernard Malissen
- 2004 : Jean-Marc Egly
- 2003 : Miroslav Radman
- 2002 : Monique Capron
- 2001 : Yves Agid
- 2000 : Arnold Munnich[1]